# Münchener Theologische Zeitschrift
Die Münchener Theologische Zeitschrift (MThZ) ist eine deutschsprachige Fachzeitschrift für das Gesamtgebiet der katholischen Theologie.

## Geschichte
Die Zeitschrift erscheint seit Januar 1950 viermal im Jahr, seit 1985 im EOS-Verlag, Erzabtei St. Ottilien, St. Ottilien. Früher erschien die MThZ im Zink-Verlag, München, dann im Verlag der Münchener Theologischen Zeitschrift, München, darauf bis 1978 im Hueber-Verlag, München, und von 1979 bis 1984 bei Pattloch, Aschaffenburg. Zu den ersten Herausgebern zählten Michael Schmaus und Wilhelm Keilbach.

## Inhalt und Herausgeberschaft
Die Katholisch-Theologische Fakultät der Ludwig-Maximilians-Universität gibt die Zeitschrift heraus und stellt die Inhaltsverzeichnisse der Hefte der letzten Jahre online zur Verfügung. Nach einer zweijährigen Embargofrist erscheinen die Ausgaben kostenlos im Open Access. Die Beiträge der älteren Jahrgänge seit 1950 sind über die Universitätsbibliothek der LMU München frei verfügbar.

## Team der Schriftleitung
Zum Team der Schriftleitung gehören Thomas Schärtl-Trendel (Hauptschriftleiter), Franz Xaver Bischof, Gerd Häfner, Bertram Stubenrauch, Martin Thurner, Klaus Unterburger.
Als Mitarbeiter ist Lukas Metz tätig.